# Реймънд Кетъл
Реймънд Бърнард Кетъл (на английски: Raymond Bernard Cattell) е английски и американски психолог, известен с изследването си на широк кръг от независими области в психологията.
Тези области включват: основните измерения на личността и темперамента, областта на когнитивните способности, динамичните измерения на мотивацията и емоцията, клиничните измерения на личността, моделите на групата и социалното поведение, прилагането на личностните изследвания към психотерапията и теорията за научаването, показатели за творчество и постижения и много други научни методи за изследване и измерване в тези области. Кетъл е изключително продуктивен през 92-те си години живот и е автор и съавтор на над 50 книги, 500 статии и 30 стандартизирани теста. Според широко цитирано класиране той е 16-ият най-влиятелен и бележит психолог на 20 век.

## Избрани публикации
Книгите на Реймънд Кетъл са на седмо място по цитирине в психологическите журнали за отминалото столетие Неговите 20 най-цитирани публикации са::
- Cattell, R. B. (1966). "The Scree Test for the Number of Factors." Multivariate Behavioral Research, 1(2), 245-276. 1585 citations
- Cattell, R. B., Eber, H. W. & Tatsuoka, M. M. (1970 or 1980 Edition). Handbook for the Sixteen Personality Factor Questionnaire (16 PF). Champaign IL: Institute for Personality and Ability Testing. 542 citations
- Cattell, R. B. (1978). The Scientific Use of Factor Analysis in Behavioral and Life Sciences. New York: Plenum. 452 citations
- Cattell, R. B. (1971). Abilities: Their Structure, Growth, and Action. Boston: Houghton Mifflin. 436 citations
- Cattell, R. B. (1957). Personality and Motivation Structure and Measurement. New York: World Book. 280 citations
- Cattell, R. B. (1965). The Scientific Analysis of Personality. London: Penguin. 216 citations
- Cattell. R. B. (1966). Handbook of Multivariate Experimental Psychology. Chicago: Rand McNally. 203 citations
- Cattell, R. B. & Scheier, I. H. (1961). The Meaning and Measurement of Neuroticism and Anxiety. New York: Ronald Press. 138 citations
- Cattell, R. B. (1966). "The Meaning and Strategic Use of Factor Analysis." (In Handbook of Multivariate Experimental Psychology). Chicago: Rand McNally. 190 citations
- Horn, J. L. & Cattell, R. B. (1966). "Refinement and test of the theory of fluid and crystallized intelligence." Journal of Educational Psychology, 57(5), 253-270. 168 citations
- Cattell, R. B. Description and Measurement of Personality. (1946). New York: World Book. 166 citations
- Cattell, R. B. Factor analysis. (1952). New York: Wiley. 165 citations
- Cattell, R. B. Personality and Mood by Questionnaire. (1973). San Francisco: Jossey-Bass San Francisco. 146 citations
- Cattell, R. B. Intelligence: Its Structure, Growth, and Action. (1987). Amsterdam: Elsevier. 145 citations
- Cattell, R. B. (1943). "The description of personality: Basic traits resolved into clusters." Journal of Abnormal and Social Psychology, 1943, 38, 476-506. 96 citations
- Cattell, R. B. (1965). "A Biometrics Invited Paper. Factor Analysis: An Introduction to Essentials II. The role of factor analysis in research." Biometrics, 21, 405-435. 92 citations
- Cattell, R. B. (1950). Personality a systematic theoretical and factual study. New York: McGraw Hill. 82 citations
- Cattell, R. B. & Vogelmann, S. (1977). "A comprehensive trial of the scree and KG criteria for determining the number of factors." Multivariate Behavioral Research, 12, 289-325. 94 citations
- Cattell, R. B. & Scheier, I. H. (1963). Handbook for the IPAT Anxiety Scale Questionnaire. Champaign IL: Institute for Personality and Ability Testing. 70 citations
- Hurley, J. R. & Cattell, R. B. (1963). "The Procrustes program: Producing direct rotation to test a hypothesized factor structure." Behavioral Science, 7, 258-262. 69 citations